# Lacipa exetastes
Lacipa exetastes är en fjärilsart som beskrevs av Collenette 1952. Lacipa exetastes ingår i släktet Lacipa och familjen tofsspinnare. Inga underarter finns listade i Catalogue of Life.